# Ducado de Moctezuma de Tultengo

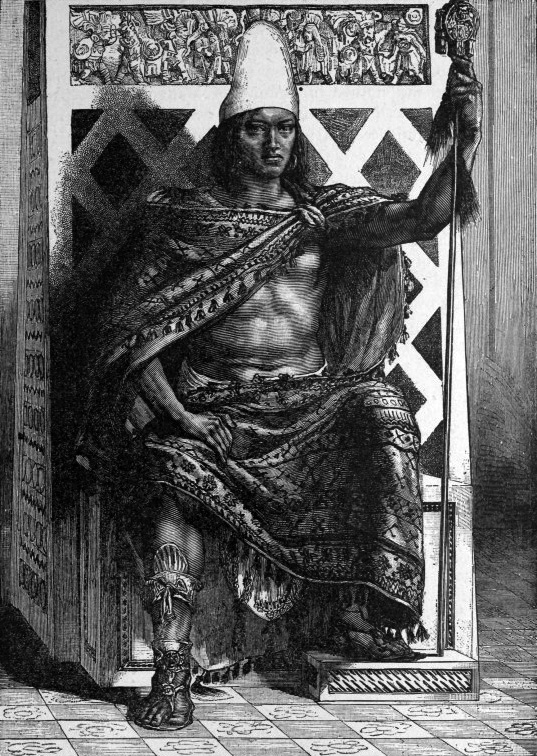
Moctezuma II, emperador mexica, a cuyos descendientes se les otorgó el condado de Moctezuma, hoy ducado de Moctezuma de Tultengo.

El ducado de Moctezuma de Tultengo, con grandeza de España, es un título nobiliario español creado por la reina Isabel II de España el 11 de octubre de 1865 a favor de Antonio María Moctezuma-Marcilla de Teruel y Navarro, xiv conde de Moctezuma de Tultengo, por elevación a ducado de Moctezuma del título de conde de Moctezuma de Tultengo.

## Denominación
El título se creó con la denominación de "ducado de Moctezuma", siendo el 14 de enero de 1992 cuando se le dio la actual denominación de "ducado de Moctezuma de Tultengo", siendo este la continuación del anterior título de ducado de Moctezuma. Su actual denominación hace referencia al nombre del monarca mexica Moctezuma II, ascendiente del primer titular, del mismo modo que lo hacían los anteriores títulos de duque de Moctezuma, conde de Moctezuma de Tultengo con grandeza de España y el primitivo título de conde de Moctezuma.
En 1992 se volvió a añadir el apelativo "de Tultengo", en referencia al pueblo de Tultengo, en el estado de Hidalgo (México), y como continuación de la época en que se llamó "condado de Moctezuma de Tultengo" (desde Carlos II de España a Isabel II de España).

Escudo de Armas de los Duques de Moctezuma de Tultengo (descendientes del emperador mexica Moctezuma II).

## Historia de la denominación del título
Este título ha tenido las siguientes denominaciones: 
- Condado de Moctezuma, otorgado por Felipe IV de España, el 13 de noviembre de 1627, con el vizcondado de Ilucán el 24 de febrero de 1627.
- Condado de Moctezuma de Tultengo, nueva denominación dada por Carlos II de España.
- Condado de Moctezuma de Tultengo, con grandeza de España, concedida por Carlos III de España el 13 de mayo de 1766.
- Ducado de Moctezuma, creado por Isabel II de España el 11 de noviembre de 1865, por elevación a ducado del anterior título de condado de Moctezuma de Tultengo, con grandeza de España.
- Ducado de Moctezuma de Tultengo, con grandeza de España, nueva denominación dada el 14 de enero de 1992 por Juan Carlos I de España.

## Antecedentes
Primeramente se había creado el título de condado de Moctezuma como título nobiliario español, por el rey Felipe IV de España el 13 de septiembre de 1627 para Pedro Tesifón de Moctezuma, bisnieto de Moctezuma II. Su nombre hacía referencia al monarca mexica.
Carlos II de España, le dio la denominación de condado de Moctezuma de Tultengo. 
Al condado de Moctezuma de Tultengo le fue concedida por Carlos III de España, la grandeza de España el 13 de mayo de 1766, a favor de Joaquín Ginés de Oca Moctezuma y Mendoza, viii conde de Moctezuma de Tultengo y V marqués de Tenebrón, viii vizconde de Ilucán.
Este condado de Moctezuma de Tultengo fue elevado a ducado por la reina Isabel II de España el 11 de octubre de 1865, con la denominación de ducado de Moctezuma, con grandeza de España. 
En 1902 se autorizó al ii duque de Moctezuma a alterar el orden de sus apellidos, anteponiendo Moctezuma a Marcilla de Teruel, sin embargo, el último duque, Juan José Marcilla de Teruel-Moctezuma y Jiménez, v duque de Moctezuma de Tultengo, nacido Marcilla de Teruel-Moctezuma, optó, al heredar el ducado, por mantener su apellido.
El 14 de enero de 1992 se le dio la actual denominación de ducado de Moctezuma de Tultengo, con grandeza de España.

## Condes de Moctezuma/Moctezuma de Tultengo
|                                                             | Titular                                                        | Periodo                |
| Creación por Felipe IV                                      | Creación por Felipe IV                                         | Creación por Felipe IV |
| Condes de Moctezuma                                         | Condes de Moctezuma                                            | Condes de Moctezuma    |
| ----------------------------------------------------------- | -------------------------------------------------------------- | ---------------------- |
| i                                                           | Pedro Tesifón de Moctezuma de la Cueva                         | 1627-1639              |
| Condes de Moctezuma de Tultengo                             |                                                                |                        |
| Denominación de Carlos II                                   |                                                                |                        |
| ii                                                          | Diego Luis de Moctezuma y Porres                               | 1639-1680              |
| iii                                                         | Jerónima María de Moctezuma y Jofré de Loaysa                  | 1680-1692              |
| iv                                                          | Fausta Dominga Sarmiento de Valladares y Moctezuma             | 1692-1697              |
| v                                                           | Melchora Juana Sarmiento de Valladares y Moctezuma             | 1697-1717              |
| vi                                                          | María Teresa Nieto de Silva y Moctezuma                        | 1717-1736              |
| vii                                                         | Jerónimo María de Oca Nieto de Silva Cisneros y Moctezuma      | 1736-1778              |
| viii                                                        | Joaquín Ginés de Oca Moctezuma y Mendoza                       | 1778-1795              |
| ix                                                          | Clara de Oca Moctezuma y Mendoza                               | 1795-1799              |
| x                                                           | José Antonio Marcilla de Teruel Fajardo y Moctezuma            | 1799-1807              |
| xi                                                          | Alonso Marcilla de Teruel-Moctezuma y García de Alcaraz        | 1807-1836              |
| xii                                                         | Pedro Nolasco Marcilla de Teruel-Moctezuma y García de Alcaraz | 1836-1849              |
| xiii                                                        | Antonio María Marcilla de Teruel-Moctezuma y Navarro           | 1849-1865              |
| Último conde de Moctezuma de Tultengo, I duque de Moctezuma |                                                                |                        |

## Historia de los condes de Moctezuma/Moctezuma de Tultengo
- Pedro Tesifón de Moctezuma de la Cueva (1584-7 de noviembre de 1639), i conde de Moctezuma, i vizconde de Ilucán (creado para él por Felipe IV, el 24 de febrero de 1627), i señor de la Villa de Monterrosano de la Peza en 1631,[1] Granada. Era hijo de Diego Luis de Moctezuma, señor de Tula, y de Francisca de la Cueva y Bocanegra.

Casó con Gerónima de Porres y Castillo. Le sucedió su hijo:
- Diego Luis de Moctezuma y Porres (1627-1680), ii conde de Moctezuma pues ii conde de Moctezuma de Tultengo (nueva denominación), ii vizconde de Ilucán, ii señor de la Villa de Monterrosano de la Peza.

Casó con Luisa Jofré de Loaysa y Castillo, hija de Alonso Jofré de Loaysa, i conde del Arco. Le sucedió su hija:
- Jerónima María de Moctezuma y Jofré de Loaysa (fallecida en 1692), iii condesa de Moctezuma de Tultengo, iii vizcondesa de Ilucán, iii señora de la Villa de Monterrosano de la Peza.

Casó con José Sarmiento de Valladares y Arinés, i duque de Atrisco. Le sucedió su hija:
- Fausta Dominga Sarmiento de Valladares y Moctezuma (fallecida en 1697). iv condesa de Moctezuma de Tultengo, iv vizcondesa de Ilucán, iv y última señora de la Villa de Monterrosano de la Peza, que se se perdió por impago en 1693.[1] Sin descendientes. Le sucedió su hermana:

- Melchora Juana Sarmiento de Valladares y Moctezuma (fallecida en 1717), v condesa de Moctezuma de Tultengo, v vizcondesa de Ilucán, ii duquesa de Atrisco.

Casó primera vez con Manuel Fernández de Córdoba, hijo de Manuel Fernández de Córdoba Cardona y Requesens, duque de Sessa. Sin descendientes. Casó segunda vez con Ventura Manuel Fernández de Córdoba, sobrino paterno de su anterior marido. Sin descendientes. Le sucedió, tras un largo pleito, su prima segunda, María Teresa Nieto de Silva y Moctezuma, hija de Félix Nieto de Silva y de su esposa Gerónima de Cisneros de Moctezuma, por tanto nieta materna de Teresa Francisca de Moctezuma y Porres, hija del I conde de Moctezuma:
- María Teresa Nieto de Silva y Moctezuma (1699-1701), vi condesa de Moctezuma de Tultengo, vi vizcondesa de Ilucán, iii marquesa de Tenebrón.

Casó primera vez con Fernando de Solozano y Enríquez. Sin descendientes. Casó segunda vez con Gaspar de Oca Sarmiento de Zúñiga y Navarro. Le sucedió su hijo:
- Jerónimo María de Oca Nieto de Silva Cisneros y Moctezuma (1695-1778), vii conde de Moctezuma de Tultengo, vii vizconde de Ilucán, iv marqués de Tenebrón.

Casó en primeras nupcias con Josefa de Mendoza Caamaño y Sotomayor y en segundas nupcias con María Josefa Alberta de Monroy y Mendoza. Le sucedió su hijo del primer matrimonio:
- Joaquín Ginés de Oca Moctezuma y Mendoza (1733-1795), viii conde de Moctezuma de Tultengo, viii vizconde de Ilucán, v marqués de Tenebrón y VI marqués de Monroy. Siendo a este conde al que se le concede por Carlos III, la grandeza de España. Sin descendientes. Le sucedió su hermana:

- Clara de Oca Moctezuma y Mendoza (1739-1799), ix condesa de Moctezuma de Tultengo, ix vizcondesa de Ilucán, VI marquesa de Tenebrón y VII marquesa de Monroy. Soltera. Sin descendientes. Le sucedió su primo tercero:

- José Antonio Marcilla de Teruel Fajardo y Moctezuma (n. en 1755), x conde de Moctezuma de Tultengo, vii marqués de Tenebrón.

Casó con Salvadora Antonia García de Alcaraz. Le sucedió su hijo:
- Alfonso Marcilla de Teruel-Moctezuma y García de Alcaraz (fallecido en 1836), xi conde de Moctezuma de Tultengo, ix marqués de Tenebrón, vizconde de Ilucán. Sin descendientes. Le sucedió un descendiente del x conde, su primo hermano:

- Pedro Nolasco Marcilla de Teruel-Moctezuma y García de Alcaraz (1779-1849), xii conde de Moctezuma, x marqués de Tenebrón.

Casó con Josefa Navarro. Le sucedió su hijo:
- Antonio María Marcilla de Teruel-Moctezuma y Navarro, xiii conde de Moctezuma, xi marqués de Tenebrón.

Casó con María Isabel de Liñán y Fernández-Rubio. Le sucedió su hermano:
- Antonio María Marcilla de Teruel-Moctezuma y Navarro, xiv conde de Moctezuma de Tultengo, i duque de Moctezuma (por elevación de su condado de Moctezuma de Tultengo), xi marqués de Tenebrón. Mayordomo mayor de la reina Isabel II.

Casó con María Isabel de Liñán y Fernández-Rubio.

## Duques de Moctezuma/Moctezuma de Tultengo
|                                 | Titular                                                       | Periodo                |
| Duques de Moctezuma             | Duques de Moctezuma                                           | Duques de Moctezuma    |
| Creación por Isabel II          | Creación por Isabel II                                        | Creación por Isabel II |
| ------------------------------- | ------------------------------------------------------------- | ---------------------- |
| i                               | Antonio María Marcilla de Teruel-Moctezuma y Navarro          | 1865-1890              |
| ii                              | Luis Beltrán de Moctezuma-Marcilla de Teruel y Liñán          | 1890-1929              |
| iii                             | Luis María de Moctezuma-Marcilla de Teruel y Gómez de Arteche | 1929-1936,             |
| iv                              | Fernando de Moctezuma-Marcilla de Teruel y Gómez de Arteche   | 1940-1985              |
| v                               | Juan José Marcilla de Teruel-Moctezuma y Jiménez              | 1985-1992              |
| Duques de Moctezuma de Tultengo |                                                               |                        |
| Denominación de Juan Carlos I   |                                                               |                        |
| v                               | Juan José Marcilla de Teruel-Moctezuma y Jiménez              | 1992-2012              |
| vi                              | Juan José Marcilla de Teruel-Moctezuma y Valcárcel            | 2014-actual titular    |

## Historia de los duques de Moctezuma de Tultengo/Moctezuma
- Antonio María Marcilla de Teruel-Moctezuma y Navarro, xiv conde de Moctezuma de Tultengo, i duque de Moctezuma (por elevación de su condado de Moctezuma de Tultengo), xi marqués de Tenebrón. Mayordomo mayor de la reina Isabel II.

Casó con María Isabel de Liñán y Fernández-Rubio. Le sucedió su hijo:
- Luis Beltrán de Moctezuma-Marcilla de Teruel y Liñán (fallecido en 1934), ii duque de Moctezuma, xii marqués de Tenebrón. Se le autorizó a invertir el orden de sus apellidos en 1902.

Casó con María de los Ángeles Gómez de Arteche y Ribota. Le sucedió en 1929 su hijo:
- Luis de Moctezuma-Marcilla de Teruel y Gómez de Arteche (1896-1936), iii duque de Moctezuma, xiii marqués de Tenebrón. Sin descendientes, asesinado durante la guerra civil española en Madrid. Le sucedió su hermano:

- Fernando de Moctezuma-Marcilla de Teruel y Gómez de Arteche (1899-1985), iv duque de Moctezuma, xiv marqués de Tenebrón. Sucedió en el ducado de Moctezuma en 1940, por autorización de la Diputación de la Grandeza, siendo confirmada la sucesión por el Ministerio de Justicia en 1951. Le sucedió su sobrino paterno:

- Juan José Marcilla de Teruel-Moctezuma y Jiménez (Melilla, 16 de noviembre de 1924 - Lorca, 18 de julio de 2012), v duque de Moctezuma en 5 de septiembre de 1981, v duque de Moctezuma de Tultengo (nueva denominación, desde 1992), xv marqués de Tenebrón, vizconde de Ilucán. En 2004 distribuyó el título de vizcondesa de Ilucán a su hija María del Carmen Marcilla de Teruel-Moctezuma y Valcárcel.

Casó en el Convento de San Millán de Madrid el 8 de enero de 1956 con Sofía Valcárcel Cano (Hellín, 22 de abril de 1933). Le sucede su hijo:
- Juan José Marcilla de Teruel-Moctezuma y Valcárcel (Madrid, 14 de junio de 1968), vi duque de Moctezuma de Tultengo,[2] xvi marqués de Tenebrón.

Casó en el Parador Nacional de Bayona el 25 de julio de 1981 con Celia Capelo Estévez (Vigo, 21 de septiembre de 1958). Tuvo a Sofia Marcilla de Teruel-Moctezuma y Capelo (1982) y Juan José Marcilla de Teruel-Moctezuma y Capelo (1985).